# Греков Борис Дмитрович
Бори́с Дми́трович Гре́ков (*9 (21) квітня 1882, Миргород, Полтавська губернія, Російська імперія — †9 вересня 1953, Москва, СРСР) — радянський історик українського походження, дослідник історії доби Київської Держави. Академік АН СРСР (з 1935 року).

## Біографія
Борис Дмитрович Греков народився в Миргороді (Полтавська губернія, Російська імперія) 21 (09) квітня 1882 року в сім'ї начальника Миргородської поштово-телеграфної служби Дмитра Гнатовича Грекова. Родина належала до давнього миргородського міщанського роду. Пізніше разом із сім'єю переїхав до Холма, а потім до Грубешева на Холмщині.
Закінчив класичну гімназію в місті Радом (Польща). Навчання продовжив у Варшавському університеті (1901-05), закінчив Московський університет (1907), де слухав лекції російського історика-медієвіста Дм. Петрушевського (учнем і послідовником ідей якого Греков себе вважав), М. Любавського, О. Кизеветтера, О. Лаппо-Данилевського.
До Жовтневого перевороту в Петрограді 1917 року викладав в Імператорському комерційному училищі, на Вищих жіночих (Бестужевських) курсах, у Петербурзькому університеті, з 1916 року — у його філії в місті Перм.
За часів СРСР викладав у вищих навчальних закладах Пермі, Сімферополя (Таврійський університет), Ташкента (Узбецька РСР). Професор Ленінградського та Московського університетів.
У 1920-ті рр. був ученим секретарем Археографічної комісії, співробітником та завідувачем відділу раннього феодалізму в Росії Державної академії історії матеріальної культури (з весни 1935 року), директором Ленінградського відділення Інституту історії СРСР АН СРСР (1936-38), Інституту історії матеріальної культури АН СРСР (1944-46), Інституту слов'янознавства АН СРСР (1946-51), Інституту історії СРСР АН СРСР (1938-52). Академік-секретар Відділення історії та філософії АН СРСР (1946-52).
Лауреат Державної премії СРСР (1943, 1948, 1952). Нагороджений 2-ма Орденами Леніна, іншими орденами.
Борис Дмитрович Греков помер 9 вересня 1953 року в Москві.

## Наукова діяльність
Борис Дмитрович Греков головну увагу приділяв економічній історії слов'янства, зокрема східного, — вже перша його монографія «Новгородский дом святой Софии» (ч.1. СПб., 1914) була присвячена історії значного монастирського вотчинного комплексу.
Злет наукової кар'єри Грекова припав на часи сталінського терору. Науковець також зазнав переслідувань: факт його участі у Білому русі в Криму був широковідомий. 1930 року вченого заарештовано у «справі академіка Платонова», його старший син відбув строк на Соловках. Це змусило Грекова вдаватися до наукових компромісів, писати роботи «на замовлення». Зокрема, це позначилося на його працях, присвячених соціально-економічному розвитку східних слов'ян у добу Середньовіччя, виникненню та розвитку феодальних відносин у Київській Русі. Якщо спочатку, під впливом теорії Й. Сталіна про перехід до феодалізму в результаті революції рабів, Греков у своїй творчості був змушений допускати домінування на певному етапі історії Русі рабовласницьких відносин («Рабство и феодализм в Древней Руси» // в ж. «Известия Государственной академии истории материальной культуры», 1934, вип. 86), то пізніше він відстоював теорію виникнення феодальних відносин у східних слов'ян у результаті безпосереднього розкладу родоплемінних відносин («Была ли древняя Русь рабовладельческим обществом?» // в ж. «Борьба классов», 1935, № 3), що на тривалий час зробило його об'єктом критики послідовніших прибічників сталінської вульгарної схематизації формаційної теорії. Як компроміс Греков запропонував виокремити т. зв. дофеодальний період в історії Русі, який поєднував певні риси родоплемінного та рабовласницького ладу. Для цього він розробив концепцію двох періодів в історії Київської Русі: 1) визрівання феодальних відносин та створення «імперії», 2) феодальної роздробленості («Феодальные отношения в Киевском государстве», Л., 1936), яка й досі є найпоширенішою серед вітчизняних та зарубіжних дослідників.
Найбільш повно погляди Бориса Грекова на соціально-економічну та політичну історію Русі були викладені в його монографії «Київська Русь» (М.-Л., 1939), яка зазнала багатьох перевидань у радянський час (див. напр.). (І продовжує перевидаватись уже в Російській Федерації із помітними змінами як у назві, так і в передмові.) До класичних можна зарахувати й узагальнюючі монографії Грекова «Культура Киевской Руси» (М.-Л., 1944) та «Крестьяне на Руси с древнейших времен до XII века» (М.-Л., 1946).
Особливу увагу вчений приділяв виданню історичних джерел. Зокрема, під його патронатом у СРСР відродилося видання Полного собрания русских летописей, а його учень В. Пашуто втілив задум про видання «Свода зарубежных источников по истории Восточной Европы». При АН СРСР Борис Греков створив комісію з історії рільництва, яка з кінця 1950-х організовує регулярні симпозіуми з вивчення аграрної історії.

## Значення і вшанування

Погруддя Бориса Грекова в Миргороді

Борису Грекову вдалося створити школу істориків, яка визначала напрямки розвитку радянської медієвістики 2-ї пол. ХХ століття.
1982 року в Миргороді з нагоди 100-річчя від дня народження Бориса Грекова було встановлено пам'ятник.
29 травня 2022 року меморіальну дошку Борису Грекову в Києві було демонтовано.
З 1957 по 2022 іменем Грекова була названа вулиця в Києві.